# Ursula Burns

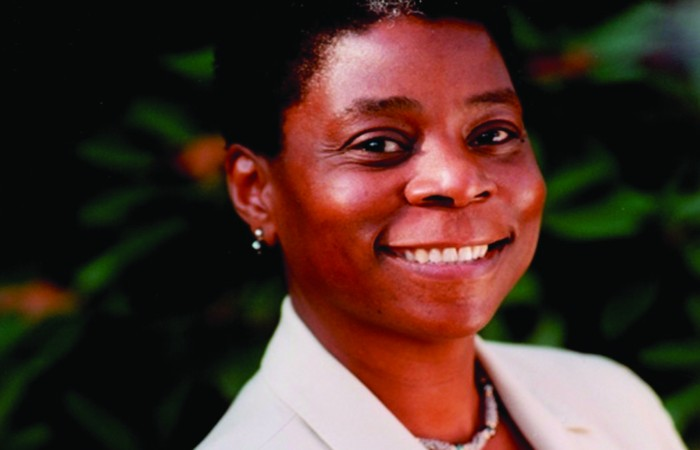
Ursula Burns (2004)

Ursula M. Burns (* 20. September 1958 in Panama-Stadt) ist eine US-amerikanische Managerin. Sie war die erste afroamerikanische Frau an der Spitze eines S&P-100-Unternehmens (Xerox) und die erste Frau, die eine andere Frau an der Spitze eines S&P-100-Unternehmens ablöste. Das Forbes Magazine setzte sie 2009 und 2010 jeweils auf die Liste der 100 mächtigsten Frauen der Welt.

## Leben
Ursula Burns studierte Maschinenbau am Polytechnic Institute of New York University und an der Columbia University. Sie absolvierte 1980 ein Praktikum bei Xerox und wurde im Jahr darauf nach Abschluss ihres Studiums übernommen. 1991 wurde sie Assistentin des damaligen Geschäftsführers Paul Allaire und leitete in den folgenden Jahren verschiedene Bereiche des Unternehmens. Sie arbeitete eng mit Anne Mulcahy zusammen, die ab 2001 die Geschäfte von Xerox war. Im Juli 2009 löste Burns Mulcahy als CEO ab, im Mai 2010 übernahm sie auch den Posten als Chairwoman.
Im Mai 2016 gab Xerox bekannt, dass nach der geplanten Aufspaltung des Unternehmens in ein Technologie- und ein Serviceunternehmen Burns den Posten der Vorstandsvorsitzenden aufgegeben würde und lediglich Chairwoman des Technologieunternehmens bleiben würde. 2017 wurde sie in die American Academy of Arts and Sciences gewählt. Im selben Jahr gab sie auch ihren Posten als Chairwoman der Xerox Corporation auf.
Von 2017 bis 2020 war sie Chairwoman und später CEO des niederländisch-bermudischen Telekommunikationskonzerns Veon. Seit Juli 2021 ist sie Chairwoman des US-Beratungsunternehmens Teneo.
Ursula Burns ist seit 2019 verwitwet und hat zwei Kinder.